# Гай Квинкций Валг
Гай Квинкций Валг (на латински: Gaius Quinctius Valgus) е римски чиновник в Помпей през 1 век пр.н.е.

## Биография
Произлиза от фамилията Квинкции. Той е знатен и богат жител на Помпей. Прави голяма кариера. Построява заедно с Марк Порций teatrum tectrum. На един надпис пише, че двамата са дуумвири в град Помпей и отговарят за строежа, даден им от градския съвет.
В Помпей той, отново с Марк Порций, строи един амфитеатър със собствени средства. На надписа от амфитеатъра е наречен duumviri quinquennales – петгодишен служител, цензор.
Той не получава, както Марк Порций, почетен гроб в града на Херкуланската врата, вероятно не е живеел в града.